# ایتاماراژو
ایتاماراژو (به پرتغالی: Itamaraju) یک منطقهٔ مسکونی در برزیل است که در باهیا واقع شده‌است. ایتاماراژو ۶۴٬۴۵۵ نفر جمعیت دارد.